# 11260 Camargo
11260 Camargo este o planetă minoră (asteroid), cu un diametru de 3,327 km, din centura de asteroizi. A fost descoperită pe 7 noiembrie 1978 la Observatorul Palomar de Eleanor F. Helin și a fost numită după Julio Ignacio Bueno de Camargo⁠(d). 
Obiectul prezintă o orbită caracterizată de o semiaxă mare de 2,3413589 UAi, o excentricitate de 0,08, o înclinație de 1,28328 ° în raport cu ecliptica.